# Kość piętowa

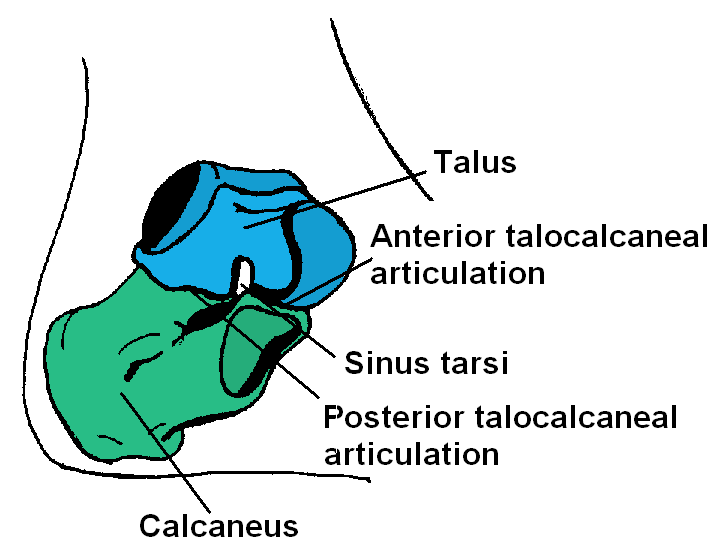

Kość piętowa (łac. calcaneus, os calcis) – w anatomii człowieka największa kość stępu. Leży w jego tylno-dolnej części pod kością skokową. Od góry łączy się stawowo z kością skokową w stawie skokowo-piętowym, a od przodu łączy się z kością sześcienną w stawie piętowo-sześciennym.
Kość piętowa składa się z trzonu i trzech wyrostków. Wyrostkami tymi są:
- guz piętowy (tylna część kości) – jego dolna chropowata powierzchnia stanowi punkt podparcia stopy, na jego tylnej powierzchni przymocowuje się ścięgno mięśnia trójgłowego łydki
- bloczek strzałkowy (boczna powierzchnia trzonu) – pod nim biegnie ścięgno mięśnia strzałkowego długiego
- podpórka kości skokowej (pośrodku kości, przy górnym brzegu powierzchni przyśrodkowej) – pod nią biegnie bruzda ścięgna mięśnia zginacza długiego palucha.

Na trzonie w części górnej znajdują się trzy powierzchnie stawowe, służące do połączenia kości piętowej z kością skokową: powierzchnia stawowa skokowa tylna, powierzchnia stawowa skokowa środkowa (położona na podpórce kości skokowej) i powierzchnia stawowa skokowa przednia. Między tymi trzema powierzchniami znajduje się bruzda kości piętowej, która w połączeniu z taką samą bruzdą kości skokowej tworzy zatokę stępu. W części przedniej znajduje się powierzchnia stawowa sześcienna; służy do połączenia kości piętowej z kością sześcienną w stawie piętowo-sześciennym